# 靜止參考系
靜止參考系是物体處於靜止狀態的參考系。
虽然物理学理论上没有绝对静止的物体和体系，但为了研究某些问题的方便我们常常会假定某一物体或体系静止，並使用其他物体相对于该体系所表现出的运动学参数（如相对速度、相对位移）来描述该物体的运动状态。选定的这个假定静止物体或体系就称为静止参考系。
因为静止参考系选取的差异会引起对同一物体运动状态描述的不同，所以最好能在描述运动时指明所选的参考系。解决一般机械运动时常选取地面做静止参考系。
静止参考系有時也可简称为参考系、参照系。